# Емих VII (Лайнинген-Харденбург)
Емих VII (VI) фон Лайнинген-Харденбург (Хартенбург) (на немски: Emich VII (VI) von Leiningen-Hartenburg (Hardenburg); * ок. 1386; † 1452) е граф на Лайнинген-Дагсбург-Хартенбург (Харденбург) и фогт в Елзас.

## Произход
Той е третият син на Емих VI фон Лайнинген-Харденбург († 1381) и втората му съпруга Маргарета фон Хабсбург-Кибург, дъщеря на граф Еберхард II фон Кибург († 17 април 1357) и Анастасия фон Зигнау. Най-големият му брат Жофрид († 1409, Пиза) е епископ-електор на Майнц.

## Фамилия
Първи брак: пр. 31 октомври или ноември 1383 г. с Клара фон Финстинген-Бракенкопф († 31 май 1407 – 11 юли 1409), дъщеря на Улрих фон Финстинген, господар на Фалкенберг († 1387/1389) и втората му съпруга Мари д' Аспремонт († 1380). Бракът е бездетен.
Втори брак: на 11 юли 1412 г. с Беатрикс фон Баден (* 24 юни 1400; † 1452), дъщеря на маркграф Бернхард I фон Баден (1364 – 1431) и третата му съпруга Анна фон Йотинген (1380 – 1436) и има с нея 10 деца:
- Емих VIII фон Лайнинген-Харденбург, господар на Апремонт († 1495), женен I. пр. 25 януари 1466 г. за Анна фон Елтер († сл. 1500), наследничка на Апремонт, II. за Барбара фон Тенген-Неленбург
- Шафрид († 1481, fl 1433 – 81), женен 1432 г. за Катарина фон Шьонау-Шьонфорст
- Бернхард († 1495, fl 1436 – 95)
- Николаус, каноник в Кьолн, Шпайер и Страсбург († 1472)
- Георг, каноник в Трир, Майнц, Страсбург и Кьолн († 2 февруари 1478)
- Филип, каноник в Страсбург и Вормс († 1493)
- Антон († ? 1469), каноник във Вайсенбург (1469)
- Дитрих († ? 1492, fl 1452 – 92)
- Маргарета († между 17 ноември 1516/9 декември 1525), омъжена 1440 г. за Вирих IV фон Даун-Оберщайн († 1501)
- Анастасия († 20 октомври 1452), омъжена на 11 ноември 1434 г. за Якоб I фон Мьорс, граф на Саарверден († 1483)